# Mousa Al-Tamari
Mousa Al-Tamari (Amán, 10 de junio de 1997) es un futbolista jordano que juega de delantero en el Stade Rennes F. C. de la Ligue 1. Es internacional con la selección de Jordania.

## Trayectoria
Al-Tamari comenzó su carrera deportiva en el Shabab Al-Ordon Club de su país en 2016, dando el salto a Europa con el APOEL de Nicosia de la Primera División de Chipre en 2018.
Tras dos temporadas en Chipre, fichó por el OH Leuven de la Primera División de Bélgica, y en 2023 se marchó al Montpellier H. S. C. de la Ligue 1, dando el gran salto a una de las grandes ligas europeas.
Su debut en la liga francesa se produjo el 13 de agosto de 2023, en un partido frente al Le Havre Athletic Club que terminó 2-2, y su primer gol lo consiguió en la jornada 2, donde anotó por partida doble en la victoria del Montpellier por 1-4 frente al Olympique de Lyon. En total marcó siete tantos en 43 partidos antes de marcharse al Stade Rennes F. C. en febrero de 2025.

## Selección nacional
Al-Tamari es internacional con la selección de Jordania, con la que debutó el 31 de agosto de 2016 en un partido amistoso frente a la selección del Líbano.
Fue uno de los artífices de la hazaña de su selección en la Copa Asiática 2023 (que por cuestiones de organización se jugó entre enero y febrero de 2024). Convirtió dos goles a la selección de Malasia en la primera jornada del grupo E. Luego, en semifinales, marcó un gol a la selección de Corea del Sur para permitir que su selección llegase por primera vez a la final del máximo torneo de Asia.

## Clubes
| Club                     | País     | Año       |
| ------------------------ | -------- | --------- |
| Shabab Al-Ordon Club     | Jordania | 2016-2018 |
| Al Jazira Ammán (cedido) | Jordania | 2017-2018 |
| APOEL de Nicosia         | Chipre   | 2018-2020 |
| OH Leuven                | Bélgica  | 2020-2023 |
| Montpellier H. S. C.     | Francia  | 2023-2025 |
| Stade Rennes F. C.       | Francia  | 2025-act. |

## Palmarés

### Títulos nacionales
| Título                     | Club                 | País     | Año  |
| -------------------------- | -------------------- | -------- | ---- |
| Copa FA Shield             | Shabab Al-Ordon Club | Jordania | 2016 |
| Copa de Jordania           | Al Jazira Ammán      | Jordania | 2018 |
| Primera División de Chipre | APOEL de Nicosia     | Chipre   | 2019 |
| Supercopa de Chipre        | APOEL de Nicosia     | Chipre   | 2019 |